# Златоносовићи
Златоносовићи су средњовековна властелинска породица која је у доба краљевине Босне (последња четвртина XIV и прва половина 15. века) управљала облашћу Усоре. О првом Златоносовићу из писаних извора зна се толико да је био ожењен сестром Хрвоја Вукчића, име му није остало забиљежено. Зна се да су његови синови били Влађ и Стефан. Поменута браћа били су учесници у Косовском боју 1389. године у којем су били заробљени од стране Турака. Њихови рођаци Вукашин и Вукмир Златоносовић су покушавали да их ослободе преко Дубровачке републике 1403. године, међутим напори Дубровчана остали су без резултата. Били су у великом пријатељству са Косачама.
Војвода Вукмир био је учесник у завјери Сандаља Хранића (1393—1435) и краља Стефана Остоје (1398–1404, 1412-1418) против кнеза Павла Раденовића 1415. у лову на Пареној пољани 1415. године, недалеко од Краљеве Сутјеске односно Бобовца. Павле је касније умро од рана које су му они нанели, али заверенички план није испоштован до краја и није им предато Олово, као што је било предвиђено.
Недуго затим 1424. године војвода Вукмир се разболио, тако је почетком поменуте године Сандаљ Хранић тражио помоћ од Дубровчана, да Вукмиру пошаљу љекара. Захтјев је још једном поновљен октобра мјесеца, а Дубровчани су узели на себе трошкове од двије стотине перпера, колико је било потребно за лијечење. Од тада се Вукмир не спомиње у списима, те се сматра да је умро исте године.
Војвода Вукашин Златоносовић брат Вукмиров, остао је тада једини представник ове куће. Када је избио сукоб између Радослава Павловића и Дубровачке републике 1430. године, Република је затражила помоћ од Твртка Другог, који је рекао да се мора посавјетовати са војводом Вукашином и са војводом Сандаљем Хранићем. До јуна поменуте године сматрало се да ће укључивање Вукашина у сукоб бити од користи, Дубровник је у јесен окренуо став те је сматрао да би укључивање војводе Вукашина неповољно утицало, јер би се томе успротивио краљ Твртко Други Котроманић. Средином новембра 1430. године, избило је непријатељство између краља и војводе Вукашина.
Краљ је започео свој поход на Златоносовиће. Тако је 22. новембра 1430. из Дубровника стигло писмо Сандаљу Хранићу у којем се изјављује жаљење "због случаја који се догодио Вукашину Златоносовићу", а о чему су Дубровчани обавјештени преко амбасадора и трговаца.
Историчари сматрају да су Златоносовићи потпуно уништени у сукобу са краљем Твртком II 1430. године.
Њихови најпознатији представници су:
- Вукмир (?-1424), војвода
- Вукашин (?-1430), војвода